# Habrocestum superbum
Habrocestum superbum är en spindelart som beskrevs av Wesolowska 1999 [2000. Habrocestum superbum ingår i släktet Habrocestum och familjen hoppspindlar. Inga underarter finns listade i Catalogue of Life.